# براینگوران
براینگوران (به انگلیسی: Bryngwran) یک روستا در بریتانیا است که در Bryngwran Community واقع شده‌است. براینگوران ۸۹۴ نفر جمعیت دارد.